# گیل (خودرو)
گیل (خودرو) (Gill (automobile)) خودرویی است که در سال‌های ۱۹۵۸ تا ۱۹۶۰تولید شده‌است. 
موتور آن ۳۲۲ سی‌سی سیستم جعبه‌دندهٔ آن ۳ دنده به صورت دستی است.